# Аргунов, Мурат Олегович
Мурат Олегович Аргунов (кабард.-черк. Аргун Олег и къуэ Мурат; род. 16 ноября 1982 года, Кош-Хабль, Карачаево-Черкесская АО, РСФСР, СССР) — российский государственный и политический деятель. Председатель Правительства Карачаево-Черкесской Республики с 23 сентября 2021 года.

## Биография
Мурат Аргунов родился 16 ноября 1982 года в ауле Кош-Хабль в черкесской семье. Отец — известный в республике бизнесмен, меценат, мать — врач, государственный деятель.
Дедушка — Аргунов Абубекир Дадимович — участник Великой Отечественной войны, Герой Социалистического Труда.
Образование
Окончил со знаком отличия (на серебряную медаль) школу аула Кош-Хабль. В 2005 году окончил Ставропольский государственный университет по специальности «Финансы и кредит».
Трудовая деятельность
С 2004 по 2005 год — служба в рядах Российской Армии (в/ч 33180, Волгоградская область, п. Прудбой)
С 2005 года — исполнительный директор ООО «Фирма Дадым»
С 2005 по 2007 год — старший экономист дополнительного офиса в а. Хабез ОАО «Россельхозбанк»
С 2007 года — ведущий экономист дополнительного офиса в а. Хабез ОАО «Россельхозбанк»
С 2007 по 2015 год — исполнительный директор ОАО «Хабезский гипсовый завод»
С 2015 по 2016 год — Министр промышленности и энергетики КЧР, Министр промышленности и торговли КЧР
С 2016 по 2021 год — исполняющий обязанности Министра промышленности и торговли КЧР, Министр промышленности и торговли КЧР
С 2021 года по н.в. — Председатель Правительства КЧР
Семья
Женат, имеет одного ребенка. Супруга — Светлана, сосудистый хирург, врач второй категории, дочь — Ханна.
Сестры — Фатима и Мадина.
Награды
Почетная грамота Министерства промышленности и торговли Российской Федерации в 2017 г.
Благодарность Министерства связи и массовых коммуникаций Российской Федерации в 2018 г.
Почетная грамота Народного Собрания (Парламента) Карачаево-Черкесской Республики в 2018 г.
Благодарность Министра экономического развития Российской Федерации в 2024 г.
Почетный знак «От благодарного народа ЛНР» в 2024 г.